# 赤の書
『赤の書』とは、心理学者カール・グスタフ・ユングの著作である。Liber Novus（ラテン語で『新しい書』）とも呼ばれる。第一次世界大戦を前にして精神状態が不安定になったユングは黒い表紙のノートに自分がみた夢やヴィジョンを書き記した。これを『黒の書』と呼ぶ。その後、注釈とイラストが追加され、ユング自身の手で赤い表紙の大きな革装のノートに書き写された。『赤の書』ではイラストは豊かな色彩でもって描かれ、文章・文字も中世の写本を髣髴とさせる装飾的なカリグラフィーで綴られている。
『赤の書』が記されたのは、1914年から1930年にかけての期間であるが、他のユングの著作と違い刊行されなかった。『赤の書』は黒いトランクに収められ、スイスの銀行の金庫で保管されていた。一般公開されたのはごく一部に限られていた。遺族との交渉の末、2009年から各国語で刊行される運びとなった。
日本語訳は創元社より2010年6月26日に刊行された。

## 刊行書籍
- 赤の書 The“Red Book”

編集・解説：ソヌ・シャムダサーニ、日本語訳：河合俊雄、田中康裕、猪俣剛、高月玲子、ISBN 978-4422114361